# Westgroßefehn
Westgroßefehn is een dorp in de Duitse gemeente Großefehn in de deelstaat Nedersaksen. Het dorp ontstond als veenkolonie in het begin van de zeventiende eeuw en is de oudste veenkolonie in Oost-Friesland. In 1633 verleende graaf Ulrich II van Oost-Friesland aan vier kooplieden uit de stad Emden concessies om het veen te ontginnen naar Nederlands voorbeeld. In de 18e eeuw werd een centraal terrein in het dorp ietwat opgehoogd, zodat het ook ten tijde van overstromingen droog bleef. Dit zgn. Eiland huisvestte daarna een kleine scheepswerf, waar o.a. tjalken gebouwd werden , en een aantal andere ambachtelijke bedrijven; in het plaatselijke museum op dit Eiland is hierover meer informatie te vinden. Sinds 1972 is het deel van de gemeente Großefehn.
Het dorp bezit een eind 19e-eeuwse windmolen, het streekmuseum Fehnmuseum Eiland en een historische weefkamer.

## Weblink
- www.fehnmuseumeiland.de Fehnmuseum Eiland